# Тарасов, Николай Александрович (поэт)
Никола́й Алекса́ндрович Тара́сов (25 октября 1918 — 1 апреля 1976, Москва) — советский поэт и журналист.

## Биография
Родился в 1918 году. Его детство и юность прошли в Ленинграде.
В годы блокады Ленинграда находился в нем как корреспондент газеты «Водный транспорт». После войны Тарасов переехал в Тбилиси, позже — в Москву, где стал известным спортивным журналистом. Работал в газете «Советский спорт».
Умер 1 апреля 1976 года в Москве. Похоронен на Армянском кладбище города Москвы.

## Творчество
Стихи писал с молодых лет, на протяжении всей своей жизни. «Я пересекал страну на самолетах, пароходах и поездах ради одного дня присутствия на состязаниях, ездил в заграничные командировки, брал интервью у знаменитых тренеров и спортсменов, — рассказывал он о себе, — но Блок, Маяковский, Пастернак сопровождали меня повсюду».
В предисловии книги «И не свободен от любви…» (1976) Евгений Евтушенко писал: «…Тарасов не рвался к профессионализации как поэт — возможно, это объясняется тем, что он слишком любил поэзию. Любил и стихи других, очень разных поэтов, радовался их удачам. Это качество он сохранил на всю жизнь. < …> Пример Тарасова говорит о том, что можно писать высокопрофессиональные стихи, занимаясь другим делом, разумеется, только в том случае, если ты по-настоящему предан поэзии».

## Книги
- Белые мосты. «Советский писатель», 1969
- Лирика. «Молодая гвардия», 1969
- Мост через Раздан. «Айастан», 1972
- Впечатление. «Советский писатель»,1976
- И не свободен от любви… «Современник», 1976
- Стихотворения. «Советский писатель», 1985
- Огонь издалека: Стихотворения. «Советская Россия», 1986